# Decoración navideña

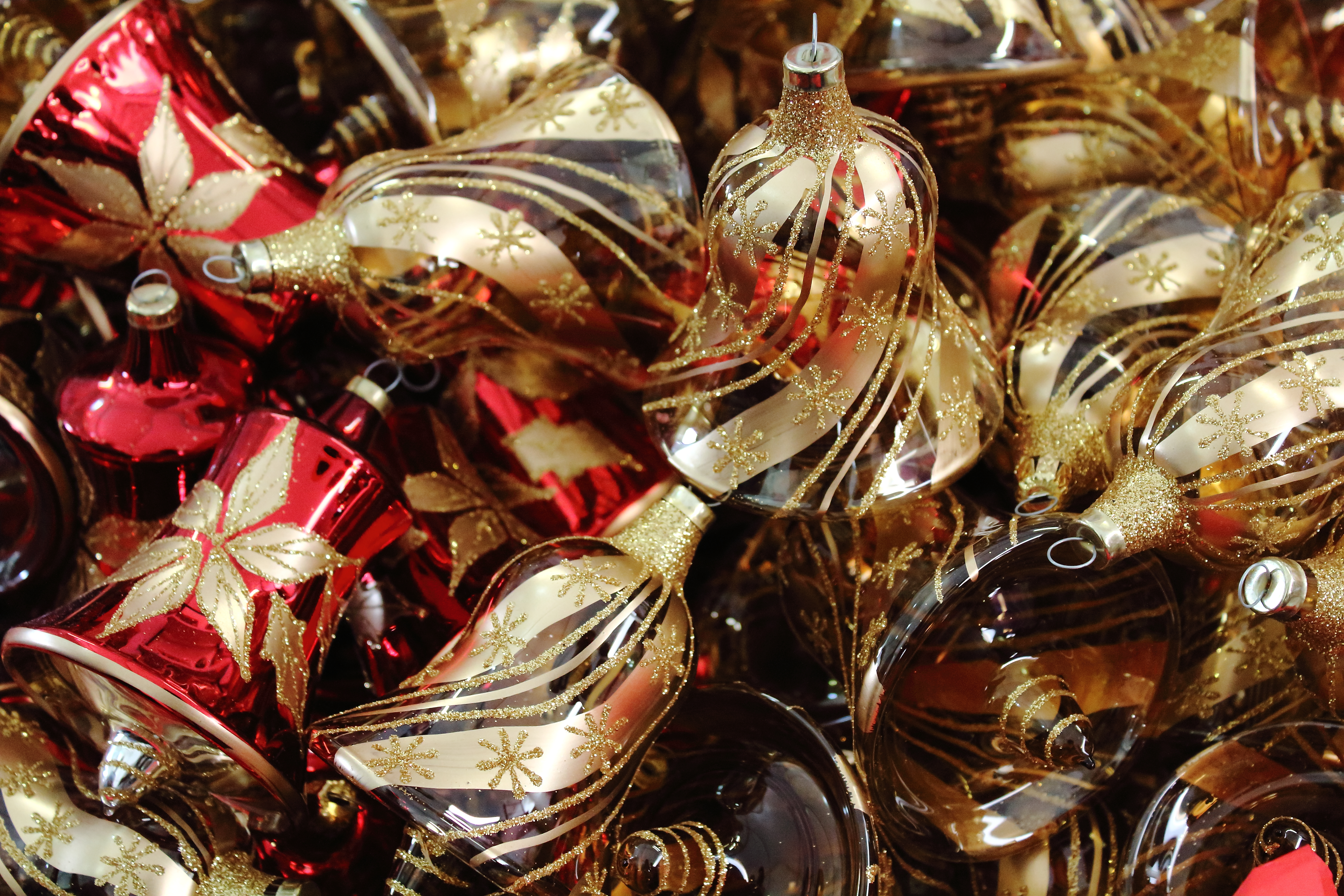
Campanas de vidrio usadas para la decoración navideña.

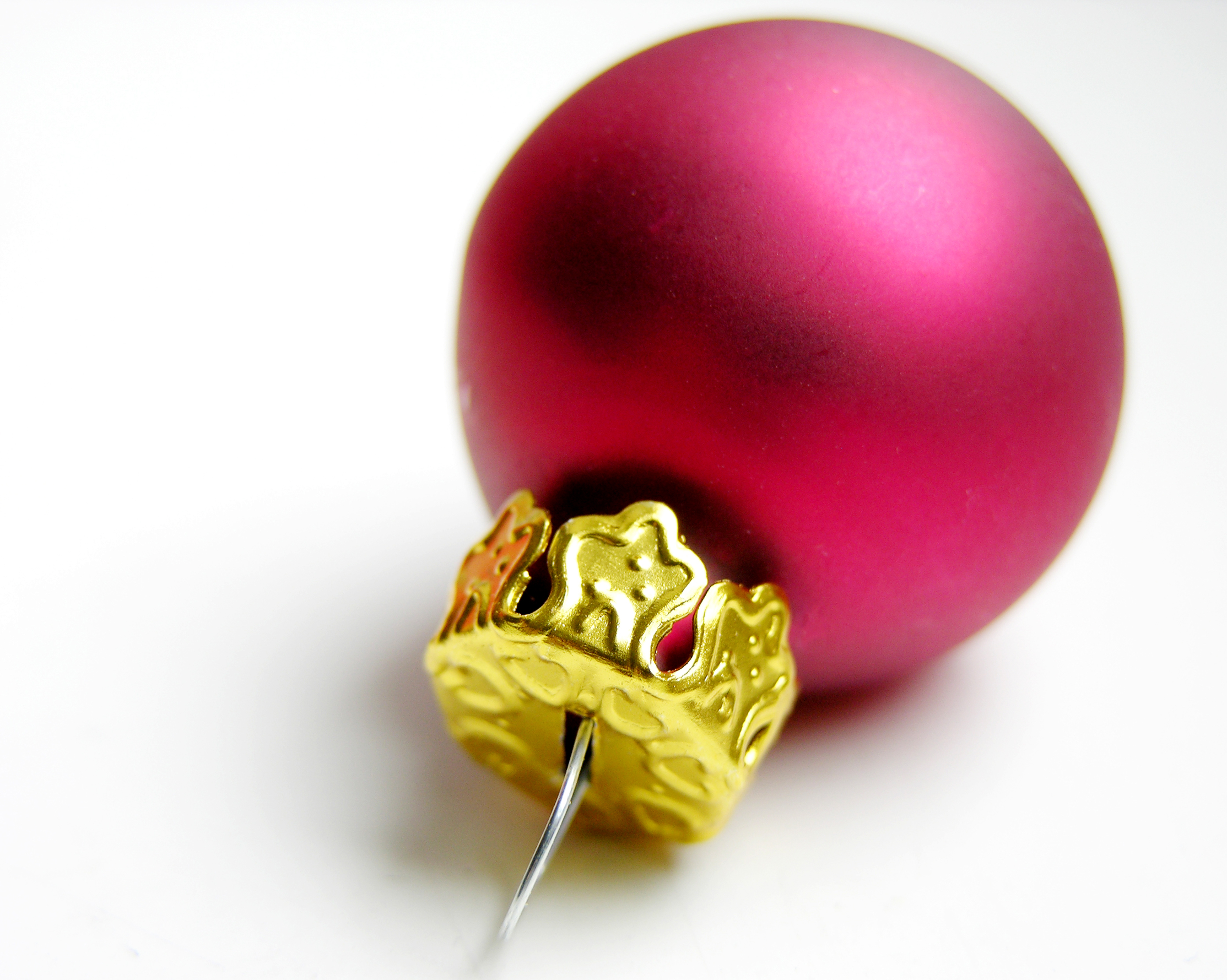
Bola para un árbol de Navidad.

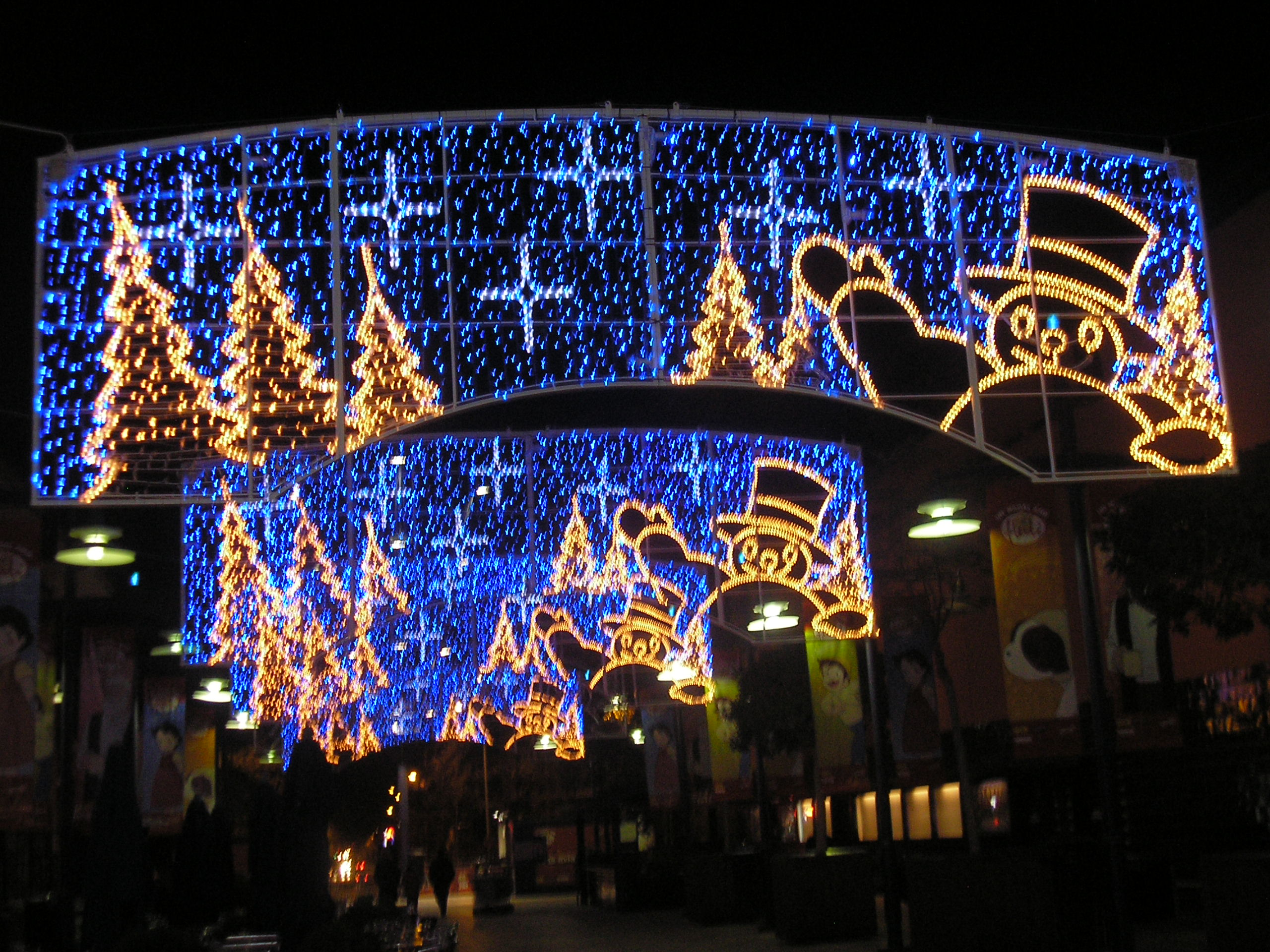
Decoración navideña en Barcelona, España.

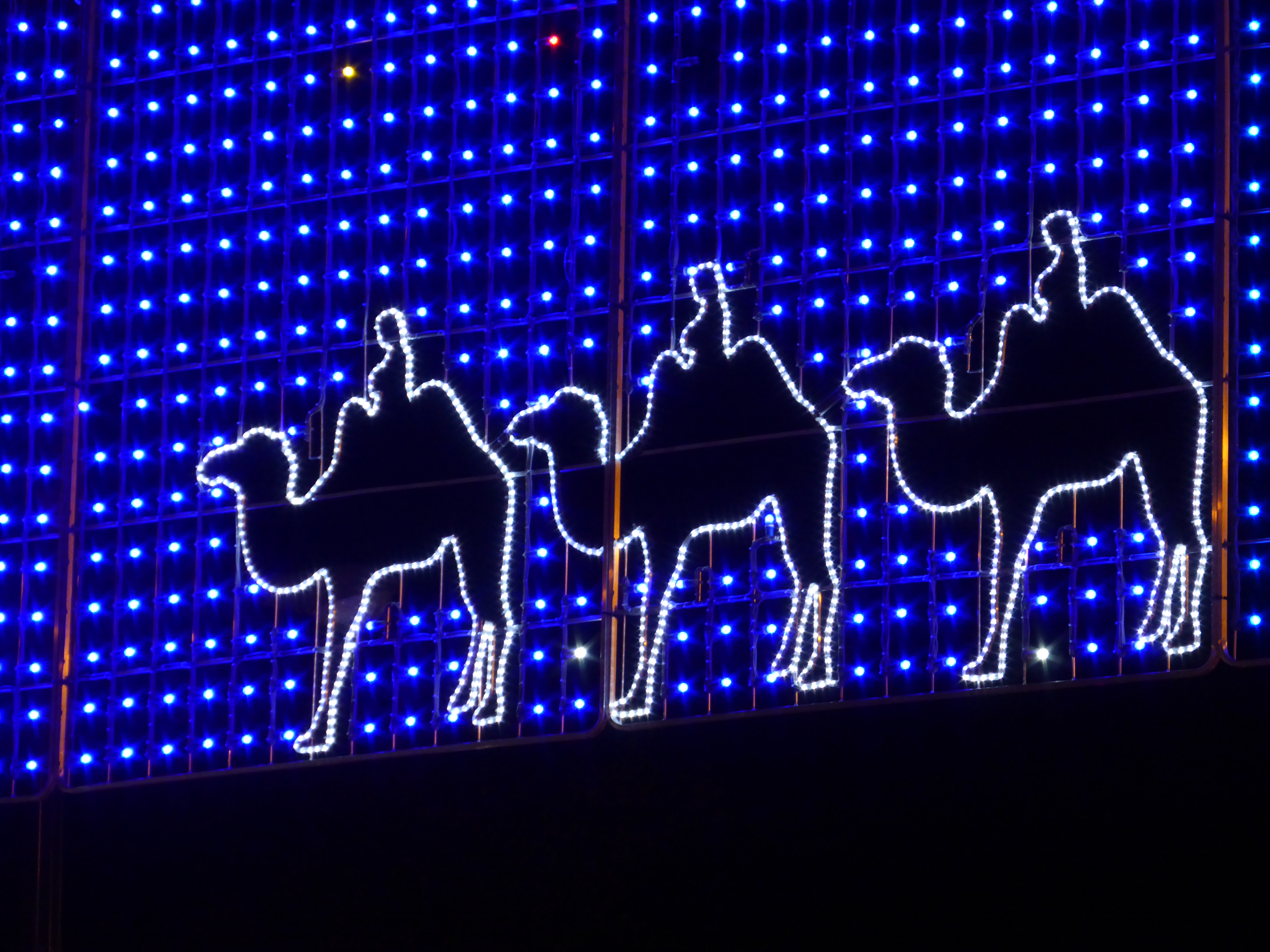
Luces de Navidad en la Gran Vía de Madrid, representando los Reyes Magos.

La decoración navideña es la decoración que se hace en las casas y en las ciudades durante la  temporada navideña. El elemento más característico en las casas es el belén y el árbol de Navidad. En las ciudades suelen ser las luces de bombillas que recuerdan diferentes motivos navideños las decoraciones navideñas se suelen colocar en los hogares y ciudades a finales de noviembre y a inicios de diciembre y se quitan en las primeras semanas de enero entre el 1 o el 7 de enero.

## Decoración navideña en el hogar
Bajo la decoración navideña en el hogar encontramos una gran variedad de elementos. Uno de los más clásicos es el Belén o Nacimiento, que posee una gran tradición en los países cristianos. En los países del norte de Europa es muy popular durante el Adviento en los hogares:
- Calendario de adviento que decora las cocinas (habitualmente el lugar donde se sirve el desayuno) y salas de estar de la mayoría de las casas y que forma parte del conteo de los días hasta el día de Nochebuena.
- Corona de adviento que es una corona con cuatro velas que se van encendiendo seguidamente cada domingo antes de la Nochebuena. Suele estar colocado en el centro de las mesas.

La decoración hogareña, en estos países europeos, durante la época navideña está fundamentada principalmente en los árboles de coníferas. De esta forma el árbol más típico de Navidad suele ser un abeto que se emplea en las guirnaldas, las corona de Adviento, los árboles de Navidad, etc. Otros elementos de la decoración navideña hogareña son: Pirámide de Navidad, etc.
Durante este periodo anterior a la Navidad se suele poner en los hogares, con intención de proporcionar un ambiente navideño:
- Belén: Es una escena del nacimiento de Jesús (en el pesebre) con elementos clásicos como el niño Jesús, la Virgen María, San José, los tres Reyes Magos, pastores y animales como el asno, el buey y los borregos.
- Árbol de Navidad: Es un pino que representa el Árbol del Mundo, decorado con esferas brillantes que significan los dones de la tierra, luces que significan la Luz Divina, y finalmente coronado con la Estrella de Belén en forma de cometa y en la punta del árbol, así como otros adornos que significan los regalos de Dios a los hombres. En su origen se dice que San Bonifacio (680-754), evangelizador de Alemania, tomó un hacha y cortó un árbol que se usaba para el culto págano, y en su lugar plantó un pino, que por ser perenne, representaba el amor de Dios.

Ya durante el periodo navideño suelen ser decorativos los mismos dulces de Navidad típicos puestos en un plato y ofrecidos de forma ostentosa a los invitados. Estos platos suelen tener diferentes contenidos en función de los países, pero es habitual que contengan: peladillas, polvorones, turrones, frutos secos, membrillos, pasas, dátiles, galletas, mazapán, etc. En algunos países como Alemania es frecuente dejar algunas rodajas de Christstollen, Lebkuchen, etc.

## Otros orígenes del árbol de Navidad
Existen otras leyendas que buscan explicar el origen del árbol de Navidad, como la de un sacerdote que vivió hace 400 años en Ferreñafe y que cada noche de Navidad repartía alimento, ropa y dinero a los más pobres. Un día, el sacerdote admiró la hermosa noche y se le ocurrió colgar los regalos en las ramas de un abeto que estaba cerca a la iglesia, así los pobres podrían disfrutar de la noche mientras se reunían bajo el árbol a interpretar cánticos sagrados. Tan agradable resultó la reunión que desde entonces el árbol fue el centro de la fiesta navideña. 
Otra leyenda se sitúa en Inglaterra, en el siglo XVIII, bajo el reinado de Jorge III. Se dice que Carlota, la esposa del rey, se caracterizaba por su bondad con sus súbditos y en el año 1765 decidió poner, en uno de los salones más grandes del palacio, un árbol de Pascua adornado con guirnaldas, luces, juguetes y un montón de regalos.
Existe también la leyenda de un niño que durante una fría noche de invierno buscó refugio en la casa de un leñador y su esposa. El matrimonio de ancianos lo recibió amablemente y le dieron de comer. Al anochecer, el niño se convirtió en un ángel vestido de oro: era el niño Dios. Para recompensar la generosidad de los ancianos, el niño tomó una rama de pino y les dijo que la plantaran, indicándoles que cada año les daría frutos. Y cada Navidad, el árbol les daba manzanas de oro y nueces de plata.

## Decoración del Árbol de Navidad

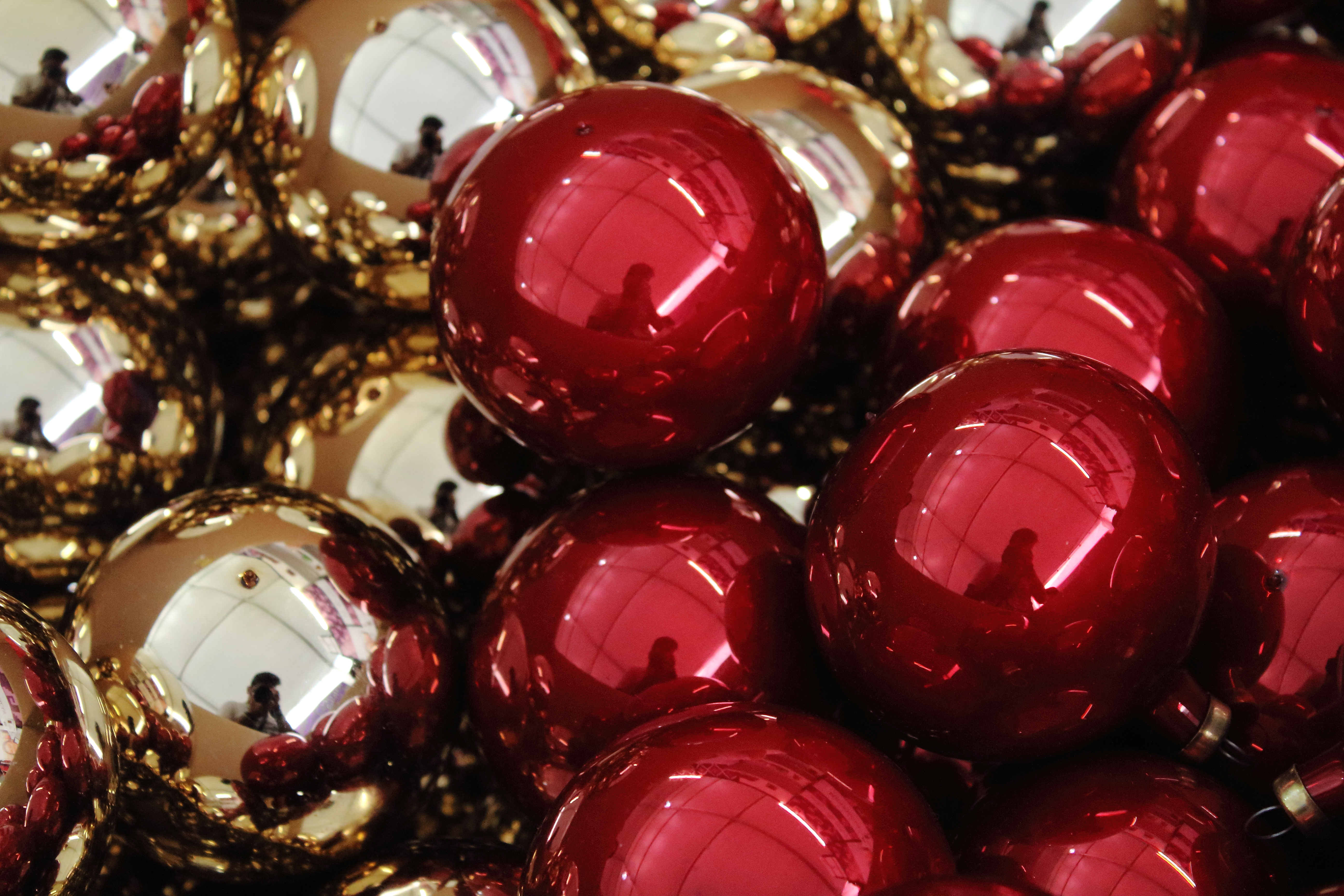
Típicas esferas usadas durante las fiestas decembrinas.

Sea un árbol artificial o natural, lo cierto es que uno de los ritos insustituibles de hoy en el mundo es montar el árbol de Navidad con una serie de componentes tradicionales, aunque la decoración es libre. Lo más importante es comunicar el amor y la pasión por lo que se hace y hacerlo todo con amor y fe.

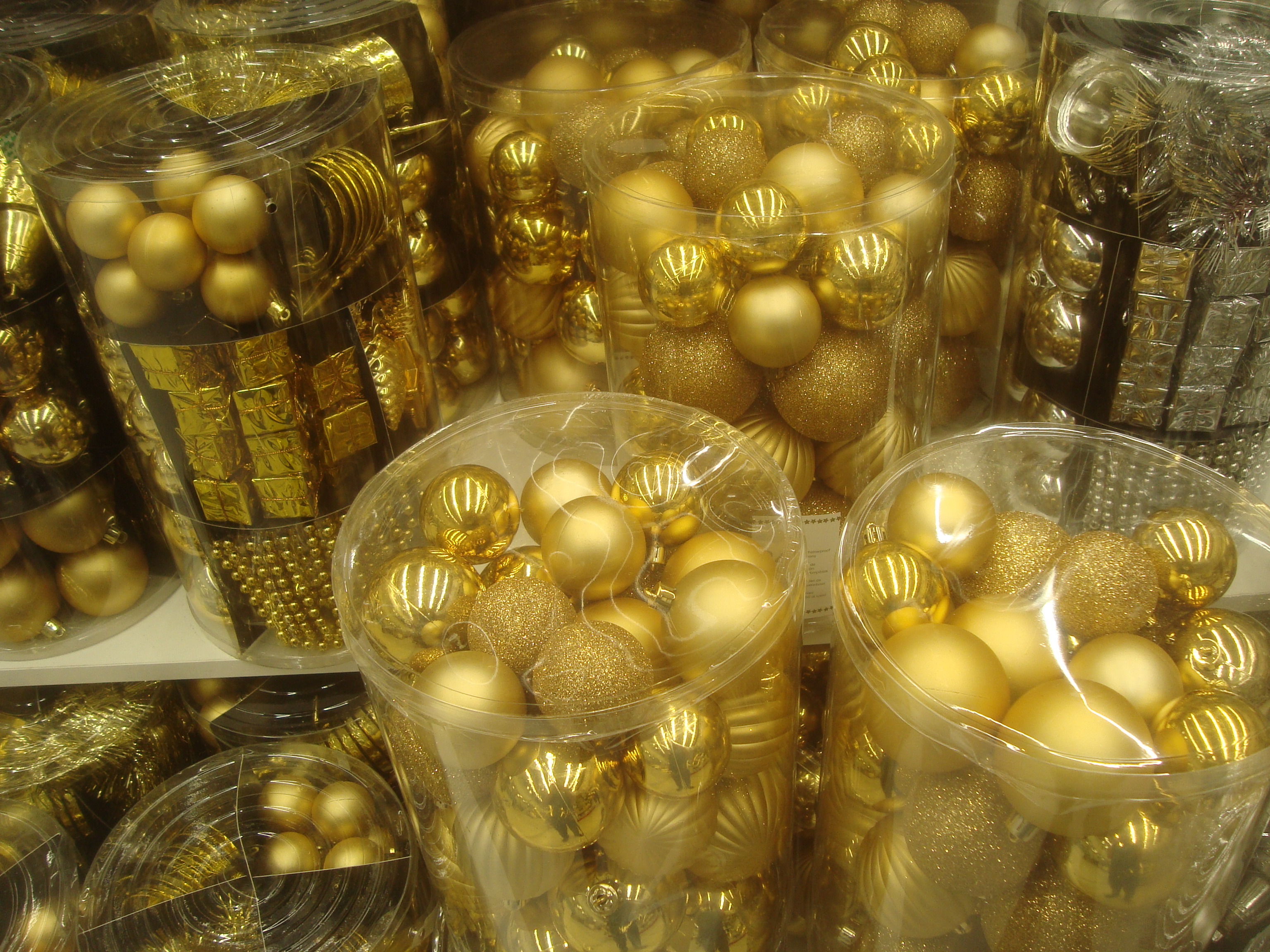
Bolas de Navidad. Bolas doradas de alabanza.

- Bolas de Navidad. Bolas doradas de alabanza.Árbol: La forma triangular del árbol representa a la Santísima Trinidad.
- Estrella: Colocada generalmente en la punta del árbol, representa la fe que debe guiar la vida del cristiano, recordando a la estrella de Belén.
- Esfera: Al parecer en un principio San Bonifacio adornó el árbol con manzanas, representando con ellas las tentaciones. Hoy día, se acostumbra a colocar bolas o esferas, que simbolizan los dones de Dios a los hombres (sabiduría, entendimiento, ciencia, consejo, piedad, fortaleza, temor a Dios). Cada esfera representa una oración, el color de las mismas depende de su intención.

1. Rojas son para peticiones
2. Adornos del Árbol de Navidad.Blancas para agradecimientos
3. Azules de arrepentimiento
4. Doradas de alabanza.

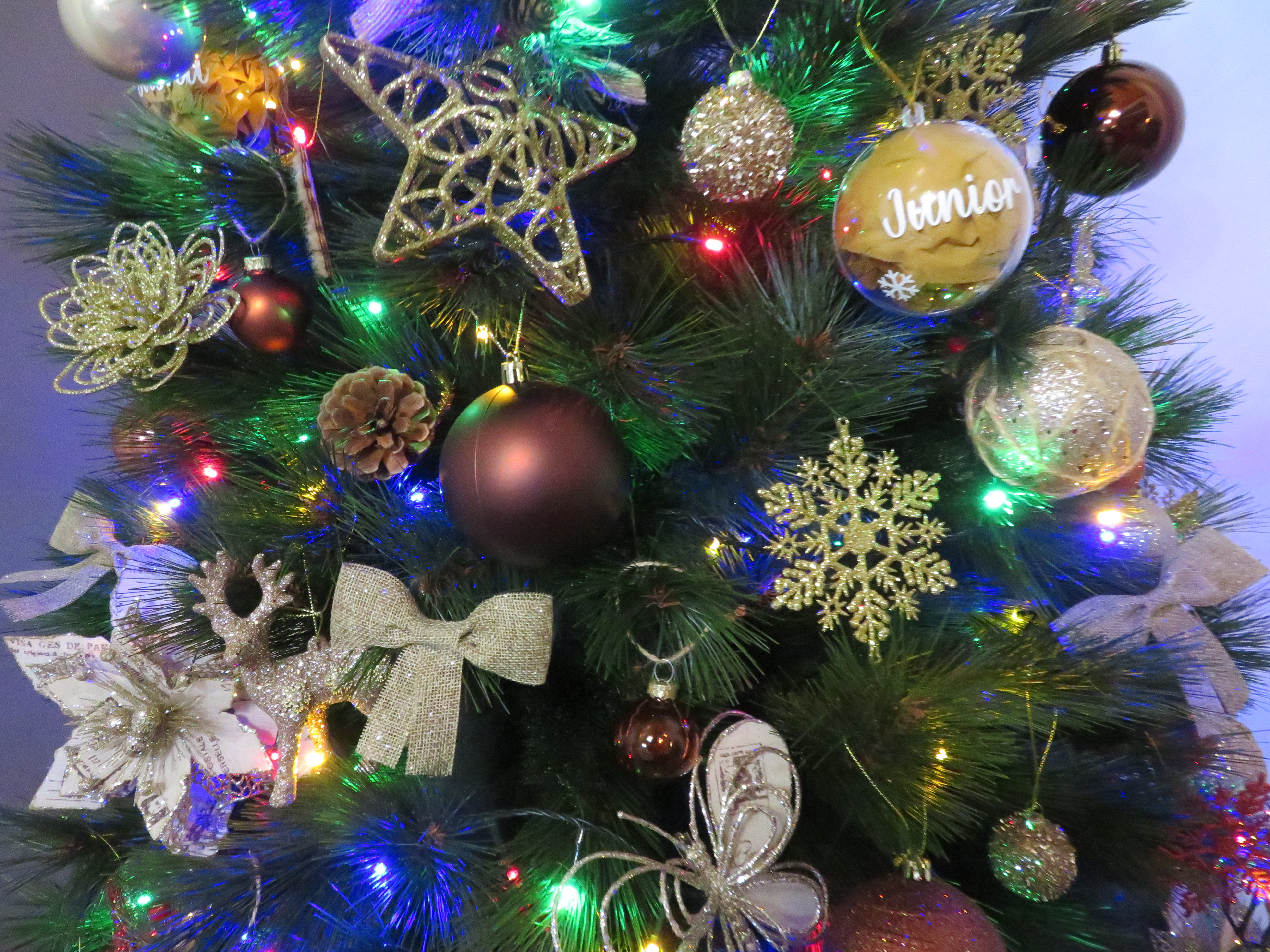
Adornos del Árbol de Navidad.

Existen dos lugares en México (Tlalpujahua, Michoacán, y Chignahuapan, Puebla) que se dedican exclusivamente a la elaboración artesanal de esferas navideñas.
- Lazos: Siempre se ha pensado que los lazos representan la unión de las familias y personas queridas alrededor de dones que se desean dar y recibir.
- Luces: En un principio velas, representan la luz de Cristo y las oraciones que se realizan durante el Adviento.
- Campanas: Las campanas representan la alegría del nacimiento del niño Jesús y de la llegada de la Navidad.
- Ángeles: Los ángeles, mensajeros entre el cielo y la tierra, son el símbolo de la bondad y la misericordia.
- Flor de Navidad: La Flor de Navidad es originaria de las regiones tropicales de México. Tiene grandes brácteas rojas (especie de "pétalos" que rodean a las diminutas flores), que recuerdan una estrella, dada a conocer al resto del mundo durante la época colonial, en la cual se adornaban las iglesias con ellas durante las fiestas navideñas.

Otros símbolos:
- Manzanas rojas: simbolizan la abundancia.
- Bastones navideños: recuerdan una época donde los símbolos que representaban la fe cristiana estaban prohibidos. La vara del Pastor Jesús era un bastón, que, invertido, mostraba la primera letra de su nombre “J”; de esa forma, se demostraba la fe.
- Las piñas: representan la inmortalidad y son un signo de esperanza en el futuro.

Lo ideal es que el árbol de Navidad esté decorado con los siete colores del arco iris, con dorado, plateado y colores brillantes. Recordemos que todo el brillo es sinónimo de luz.

## Decoración navideña urbana

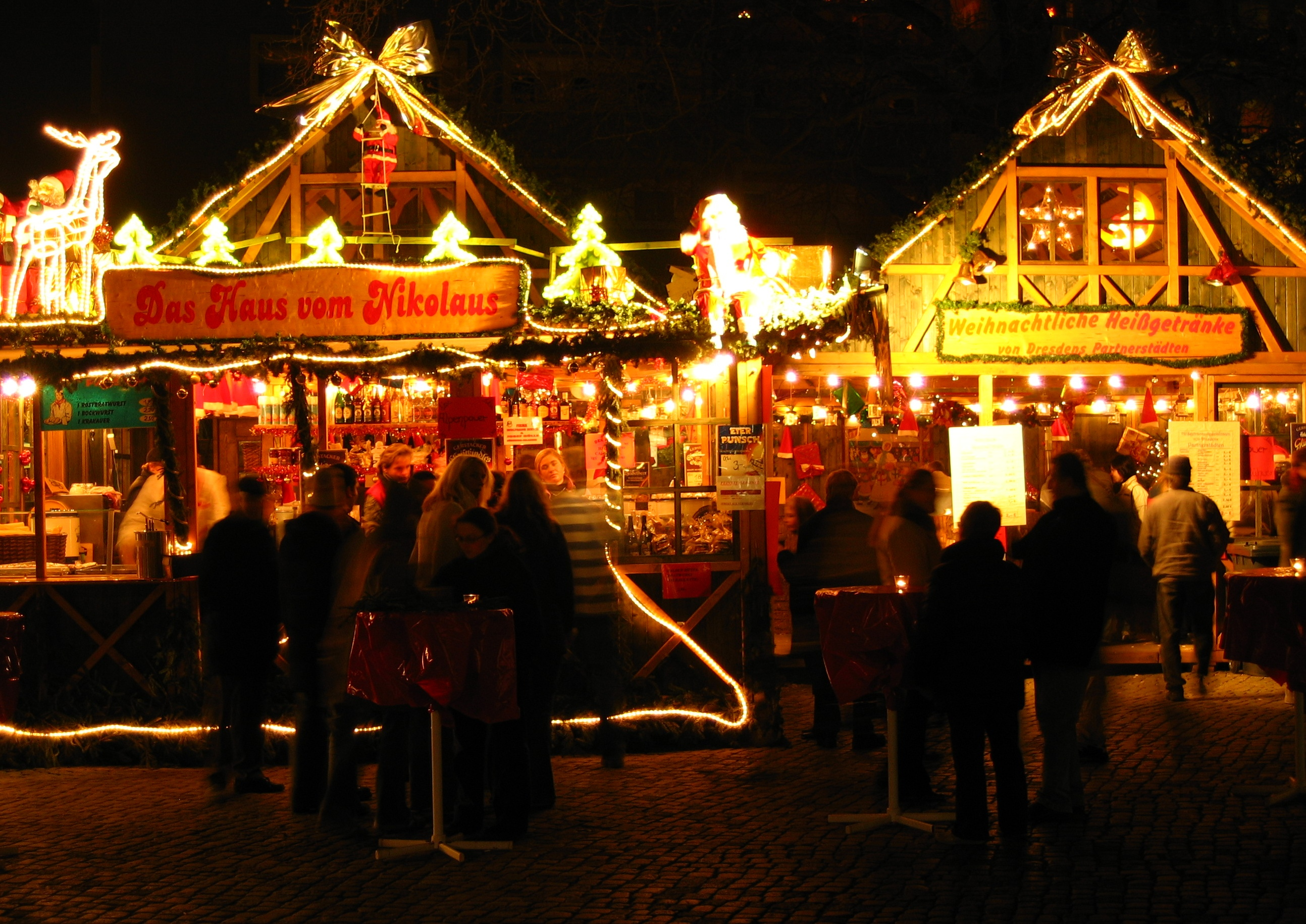
Decoración urbana de un mercado navideño en Dresde.

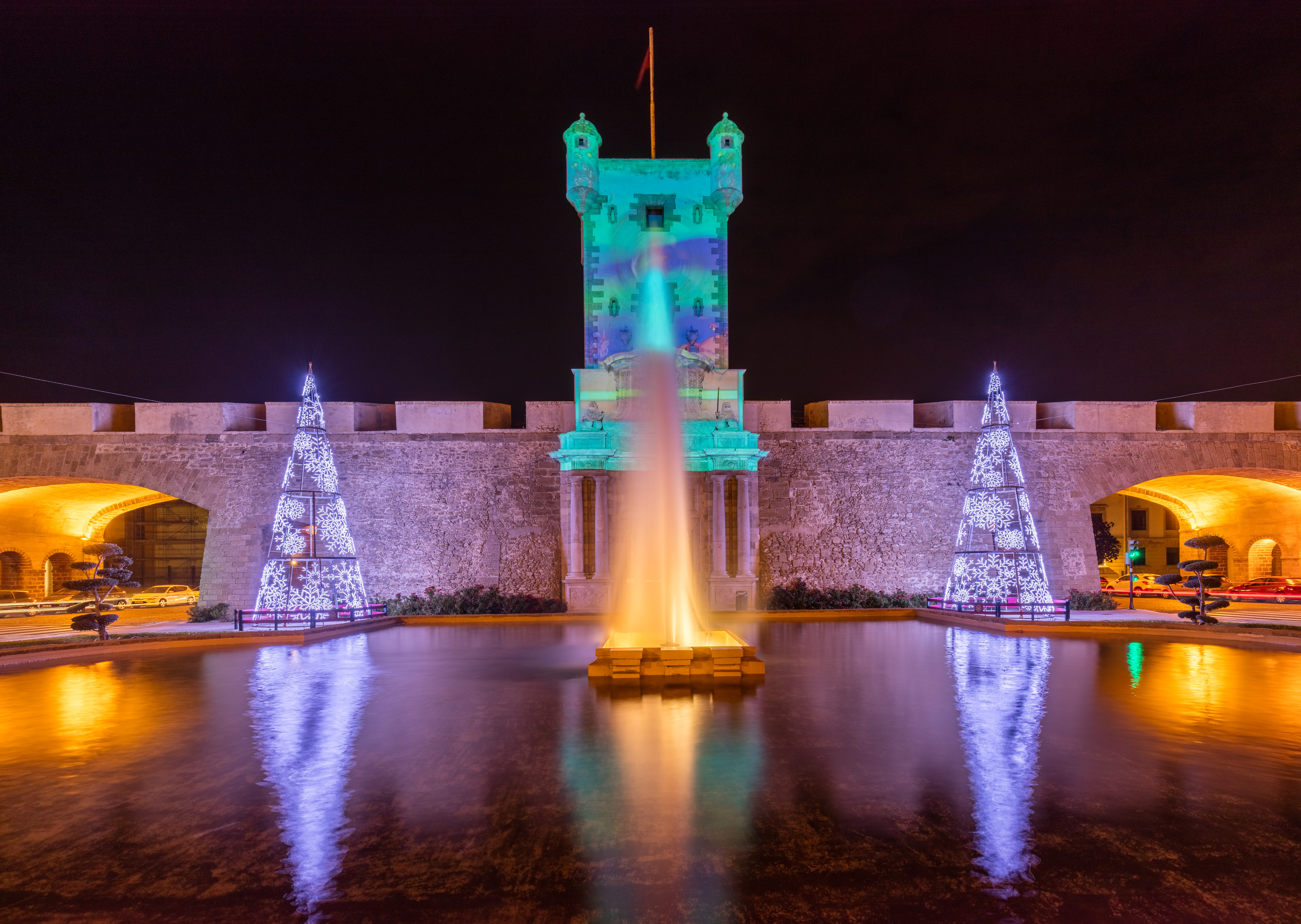
Puerta de Tierra iluminada con motivos navideños, Cádiz, España.

Desde comienzos del siglo XX se ha empezado a emplear el mobiliario de las grandes ciudades para recrear el ambiente del interior de los hogares. Estas decoraciones suelen fundamentarse en las luces producidas por múltiples bombillas de colores, todas ellas recrean en formatos callejeros: árboles de Navidad, estrellas de Navidad, etc. Muchas de estas luces están patrocinadas por los centros comerciales y los mercados de Navidad. Las primeras decoraciones navideñas urbanas se hicieron en la ciudad de Essen (Alemania).
Forman parte de la decoración navideña urbana, cada vez más, los adornos que de manera privada ponen las personas en los balcones de las viviendas; consisten en ciertos elementos llamativos como estrellas luminosas, velas, así como el sonido de los propios villancicos. Existen casos en los que se adapta la iluminación de un edificio (generalmente oficinas) para que el perfil del mismo, según la iluminación de sus ventanas, parezca de noche un árbol de Navidad.

### Críticas a la decoración navideña urbana
Los sistemas de decoración navideña urbana, sobre todo los que implican sistemas de iluminación, han sido repetidamente criticados por organizaciones ecologistas tanto por su elevado consumo eléctrico y de recursos materiales, como por el gasto económico que implican. Según datos del Ministerio de Industria español, los ayuntamientos de este país gastan en la iluminación navideña unos 30 millones de kilovatios-hora, consumo equivalente al doméstico anual de unas 50.000 viviendas, y supone la emisión de 10 000 toneladas de dióxido de carbono a la atmósfera.

### Luces de Navidad sostenibles
Gracias a cambios tecnológicos y a la popularización de fuentes de luz basadas en led o diodos emisores de luz, desde principios de los años 2000 la tendencia ha sido la de reemplazar las clásicas bombilla incandescente tipo Edison por lámparas led que reducen a menos de un tercio el consumo eléctrico.

### Luces de Navidad solares
Dentro de la tendencia a luchar contra la crisis energética que atravesamos, existen algunas iniciativas en las que se empieza a buscar fuentes de energía alternativas para reducir el consumo eléctrico, llegando a crear productos totalmente autónomos en algunos casos.
Así existen cada vez más proyectos para el desarrollo de luces de Navidad alimentadas totalmente por placas fotovoltaicas, o combinando el uso de la red eléctrica convencional con baterías y placas solares.

## Tipos de luces de Navidad
Es costumbre utilizar el término engalanar o decorar con guirnaldas de luz para hacer referencia a la decoración con luz.
A pesar de ello podemos encontrar algunos términos más específicos que hacen referencia directa a los distintos tipos y formas específicas de las luces de Navidad:
- Guirnaldas de luz[4]
  - Guirnaldas de luz
  - cortinas tipo estalactita
  - Cortinas de luz verticales
  - Mangueras de luz
  - Cascadas de luz
  - Cielos de luz o cortinas montadas horizontalmente
  - Redes de luz
  - Goteo de luz
- Luces de Navidad con estructura y diseños propios[5]
  - Luces de Navidad para centros de calles
  - Luces de Navidad para farolas
  - Felicitaciones de Navidad luminosas
  - Luces de Navidad 3D o tridimendionales